# 白鹿巷站
白鹿巷站（英語：White Hart Lane railway station）是位於倫敦托特納姆的一個車站，開通於1872年7月22日，最初是斯托克紐因頓和埃德蒙頓鐵路的車站。現在白鹿巷站是倫敦地上鐵的車站，位於倫敦軌道運輸第3收費區。本站距離托特納姆熱刺足球俱樂部的主場球場托定咸熱刺球場很近，也是熱刺球迷在比賽日經常使用的車站之一。

## 歷史

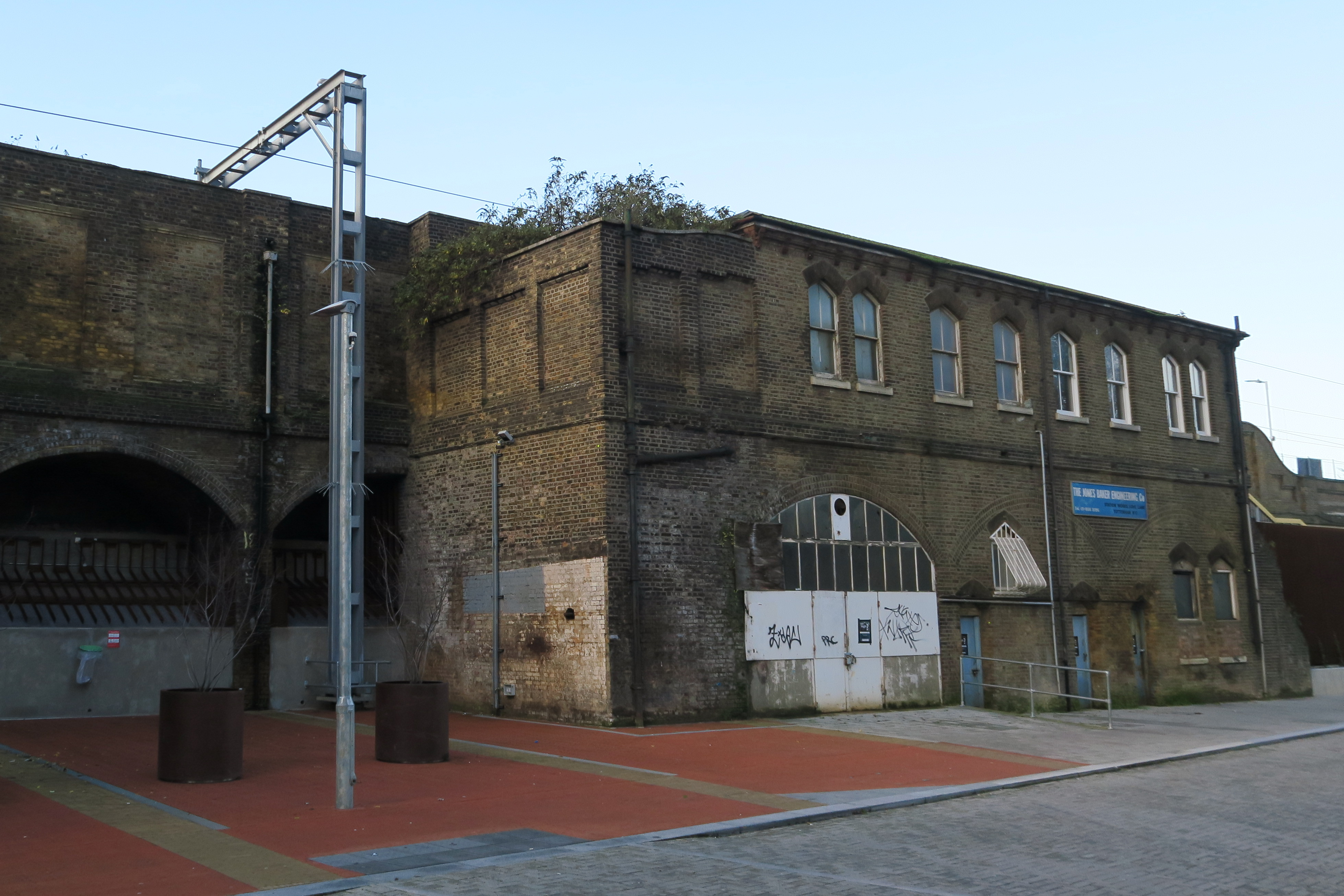
本站的維多利亞時代車站建築

本站最初是斯托克紐因頓和埃德蒙頓鐵路線（大東部鐵路的一部分）的中途點，於 1872 年 7 月 22 日開通。 本站以其所在的當地道路命名 - 白鹿巷（該路可能在 17 世紀得名），  並曾經是一個稱為主教之井的泉水所在。 在鐵路到達之前，當地是半農村地區，托特納姆高路沿線有一些別墅和其他建築物，車站的開放吸引了越來越多的人口來到當地，使當地逐漸發展成為更加城市化的地區。 該線路延伸至恩菲爾德鎮站後，從利物浦街開往恩菲爾德的班次於數年內就增至每小時有 4 列火車，高峰時段更多，當中有兩班列車於本站終到。 1891 年 10 月，本站與切森特之間的鐵路通車，最初列車服務僅在本站和切森特站之間運行。 除了客運服務外，直到 1968 年，上行線還有貨運設施，下行線則設有避難線。
始建於1872年的原站房為兩層磚造結構。 白鹿徑球場於 1899 年開放，本站自此有許多觀看體育場比賽的球迷使用。隨著客流量增加增加，本站提供了寬闊的出口門，以應對在比賽日通過車站前往體育場的上萬名觀眾。在最繁忙的時候，本站列車的運行間隔不到五分鐘，這是蒸汽火車可能達到的最大間隔。 1961 年，線路實現電氣化後，利物浦街的火車在比賽日的高峰期每四分鐘一班，另外還有來自哈特福東和畢曉普斯托福德的火車停靠本站。

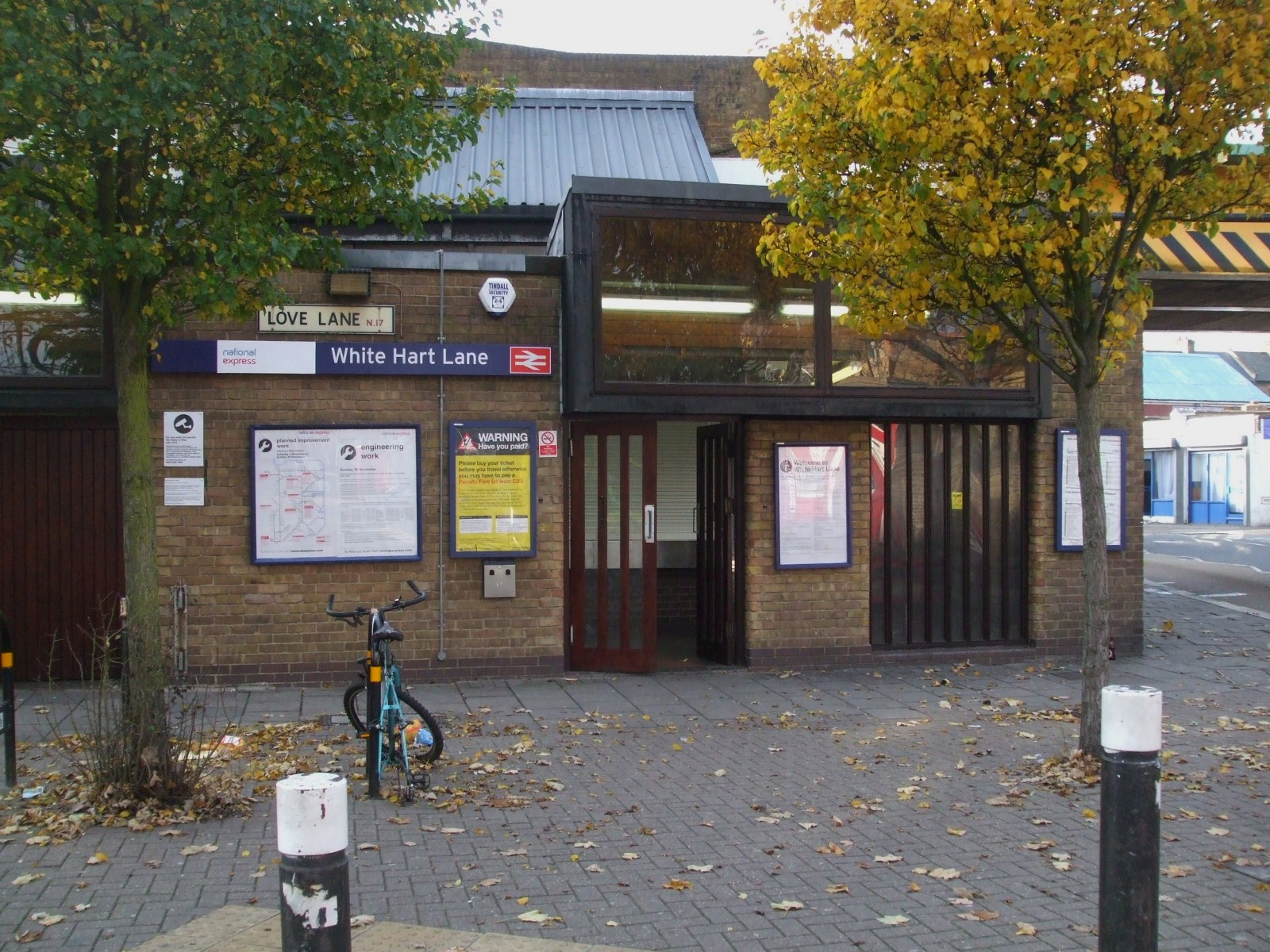
曾於1978至2019年開放的本站白鹿巷旁入口

1957 年，本站啟動了一項計劃，將毗鄰的白鹿巷上的鐵路橋抬高 84 厘米，以便雙層巴士可以從橋下通過。這需要對月台進行重大改造。本站於 1958 年完成軌道提升工程。 這項工作亦是為準備線路電氣化而進行的計劃之一。 1962年，本站增加了一個新的入口，供足球迷在比賽結束後返回。
1978年，一場大火使舊車站受損，在原維多利亞式建築的北面新建了一個售票處。白鹿巷旁的入口正面亦可追溯到該時期。月台外部兩側也建造了新樓梯，供乘客進出。
1992 年 3 月 1 日，臨時愛爾蘭共和軍在車站安放了一枚小型炸彈，恰逢英格蘭足球聯賽盃半決賽在白鹿巷球場對陣諾丁漢森林。 比賽因此需要延遲至確保安全無虞後才進行。
2015 年 5 月，倫敦地上鐵由大盎格利亞取得李河谷線大部分列車服務的經營權，自此本站及停靠本站的列車服務均由倫敦地上鐵運營。當時，本站已作為倫敦地上鐵車站添加到倫敦地鐵路線圖中。
作為重新發展前白鹿巷球場用地和本站附近地區的諾森伯蘭開發計劃的一部分，本站也被選中進行升級。 這涉及在愛里、原車站大樓南面建造一個新的售票大廳，以更好地連接 托特納姆高路，並在彭斯赫斯特路增加一個入口以及兩部無台階電梯，以緩解比賽日球迷的瓶頸。還有額外的新自行車停車場。 工程原定於 2017 年秋季開始，2019 年春季完成，但完工日期最終被延遲。  車站新入口於2019年8月26日啟用。

## 熱刺比賽日
在附近的托特納姆熱刺球場舉辦足球比賽的日子裡，本站的使用率會增加。比賽日本站有特殊時刻表，火車在比賽前後每兩到三分鐘一班。往返於切森特 / 恩菲爾德鎮 / 埃德蒙頓綠地和利物浦街車站的列車數量均會有所增加。
歷史上，比賽日本站曾設有額外的列車服務連接福音橡至巴金線，以及來往切森特和斯特拉特福德。

## 列車服務
本站所有列車服務是由倫敦地上鐵提供。
截至2022年12月，本站平日非繁忙時間的列車班次（每小時）為：
- 4班 南行 往利物浦街
- 2班 北行 往切森特
- 2班 北行 往恩菲爾德鎮

在繁忙時間，來往利物浦街及恩菲爾德鎮的列車班次會增加。

## 接駁交通
倫敦巴士149、259、279、349、W3號及通宵路線N279號線均服務本站。